# Mohamoud Diabate
Mohamoud Diabate (Auburn, 18 maggio 2001) è un giocatore di football americano statunitense che milita nel ruolo di linebacker per i Cleveland Browns della National Football League (NFL).

## Carriera
Al college Diabate giocò a football a Florida (2018-2021) e a Utah (2022). Dopo non essere stato scelto nel Draft firmò con i Cleveland Browns il 12 maggio 2023. Il 29 agosto 2023 fu annunciato che era rientrato tra i 53 uomini del roster per l’inizio della stagione regolare. Nella sua stagione da rookie disputò 16 partite, di cui una come titolare, facendo registrare 8 tackle e un fumble recuperato.